# Кессон (авиация)
Кессон — силовая часть крыла и других элементов планера. Представляет собой конструкцию балочного типа с передней и задней стенками, сверху и снизу — работающей обшивкой. Обшивка кессона воспринимает нормальное и касательное напряжения. Изгибающий момент воспринимается в основном обшивкой и стрингерами. Продольными силовыми элементами в кессоне могут служить лонжероны с ослабленными поясами. Кессон наиболее распространённый тип авиационных конструкций (крылья и другие элементы).
Кессонная конструкция — частный случай моноблочного крыла (изгибающий момент в котором в основном воспринимается стрингерами и обшивкой. Лонжероны в таких конструкциях либо совсем отсутствуют, либо имеют очень слабые пояса, сравнимые по сечению со стрингерами. Нервюры устанавливаются значительно чаще, чем в лонжеронном крыле). Изгибающий момент в ней воспринимается частью контура. Носок и хвостовая часть (или только хвостовая часть крыла) обычно не принимают участия в восприятии основных нагрузок, и их по технологическим и эксплуатационным соображениям делают съёмными — внутри часто размещаются трубопроводы, жгуты электропроводки, различные агрегаты и узлы. Кессонная конструкция крыла имеет внутренние объёмы, достаточные для размещения топлива или каких-либо агрегатов. В первом случае всё внутреннее пространство кессона герметизируется специальными керосиностойкими герметиками — все стыки, резьбовые соединения и клёпка, для предотвращения утечек топлива.
К положительным качествам моноблочной (кессонной) схемы следует отнести высокую живучесть, прочность и меньший вес по сравнению с лонжеронным крылом.